# Rijetka bolest
Rijetka bolest je, prema definiciji, bolest koja se javlja na manje od 5 pojedinaca na 10.000 stanovnika. 
Iako su rijetke, analizirajući veliki broj rijetkih bolesti (između 6.000 i 7.000 različitih dijagnoza) dolazimo do podatka da u Europi od rijetkih bolesti boluje oko 6-8% cjelokupne populacije. Unutar same grupe rijetkih bolesti, postoje i one koje su “vrlo rijetke”, te pogađaju jednu osobu na 100.000 stanovnika ili čak i manje. Takvi pacijenti su posebno izolirani i ranjivi. 
S medicinske strane, to su najčešće kronične, degenerativne i smrtonosne bolesti, zbog čega je oboljelima značajno smanjena kvaliteta života, pogotovo jer su ovisni o tuđoj pomoći. Čest je slučaj da se takve bolesti kasno dijagnosticiraju, upravo zbog svoje rijetkosti.
Većina rijetkih bolesti su genetske i stoga su prisutne tijekom cijelog života osobe, čak i ako se simptomi ne pojave odmah. Mnoge rijetke bolesti javljaju se u ranoj životoj dobi, a oko 30% djece s rijetkim bolestima umrijet će prije petog rođendana.
Za velik dio rijetkih bolesti još uvijek nisu pronađeni učinkoviti lijekovi, dok su za one za koje postoje lijekovi uglavnom toliko skupi da si ih oboljeli ne mogu priuštiti. 

## Definicija
Prema Europskoj organizaiciji za rijetke bolesti (EURORDIS) u Europskoj uniji (EU) se smatra da je bolest rijetka kad zahvaća manje od 1 pojedinca na 2.000 stanovnika. Rijetke bolesti trenutno pogađaju 3,5% - 5,9% svjetske populacije, a procjenjuje se da ih je 30 milijuna ljudi u Europi i 300 milijuna u svijetu.
Do danas je identificirano preko 6.000 različitih rijetkih bolesti od kojih su 72% genetske, dok su ostale posljedica infekcija (bakterijskih ili virusnih), alergija i okolišnih uzroka. 70% tih genetskih rijetkih bolesti počinje u djetinjstvu.

## Raznovrsnost
S medicinskog stajališta rijetke bolesti karakterizirane su velikom raznovrsnošću simptoma, koji variraju ne samo od bolesti do bolesti, već i unutar same bolesti. Ista bolest može imati jako različitu kliničku sliku za oboljele, a mnogi različiti simptomi se mogu pojaviti kod jedne oboljele osobe.
Rijetke bolesti variraju i kada se radi o težini pojedine bolesti, ali kod većine rijetkih bolesti je očekivano trajanje života znatno kraće nego kod zdravih osoba. Utjecaj bolesti na trajanje života je različit od bolesti do bolesti, tako da neke uzrokuju smrt pri rođenju, mnoge su smrtonosne i degenerativne, dok se s nekima može normalno živjeti ako se dijagnosticiraju na vrijeme te prikladno liječe.
Prvi simptomi rijetkih bolesti pogađaju oboljele u različitoj životnoj dobi. Kod mnogih se javljaju od rođenja i u djetinjstvu, no postoje i one specifične za odraslu dob. Treća mogućnost je da se prvi simptomi pojave u djetinjstvu, ali se bolest pogorša tek u kasnijoj dobi. Također, simptomi koji su slični simptomima nekih čestih i poznatih bolesti, mogu prikriti činjenicu da se ipak radi o rijetkoj bolesti. Kombinacija različitih simptoma, isto tako može pridonijeti donošenju pogrešne dijagnoze.

## Najčešći uzroci oboljenja
80% rijetkih bolesti imaju otkriveno genetsko podrijetlo. Mogu se naslijediti ili razviti iz novih genskih mutacija ili kromosomskih abnormalnosti. Pogađaju oko 3-4% rođene djece. Ostale rijetke bolesti uzrokovane su infekcijama (bakterijskim ili virusnim), alergijama ili kemijskim i radijacijskim utjecajima. Neke rijetke bolesti uzrokovane su kombinacijom genetskih i okolišnih utjecaja. Ipak, za većinu rijetkih bolesti etiološki mehanizmi su nepoznati radi nedostatka znanstvenih istraživanja.

## Zajedničke karakteristike rijetkih bolesti
Unatoč velikoj raznovrsnosti, rijetke bolesti imaju neke zajedničke karakteristike:
- rijetke bolesti su teške, kronične, često degenerativne i smrtonosne bolesti
- kod 50% rijetkih bolesti se prvi simptomi javljaju u djetinjstvu
- kvaliteta života osoba oboljelih od rijetkih bolesti je često smanjena nedostatkom ili gubitkom samostalnosti
- rijetke bolesti su težak teret za cijelu obitelj, koja nailazi na velike poteškoće u traženju adekvatne terapije za svoje članove
- oboljelima od rijetkih bolesti nužno je pružiti pomoć i podršku kako bi mogli ostvariti što kvalitetniji svakodnevni život

## Lijekovi “siročadi”
To su medicinski proizvodi čija je namjena postavljanje dijagnoze, prevencija i terapija rijetkih bolesti. Zovu se “lijekovi siročadi” zato što, u normalnim tržišnim uvjetima, za farmaceutsku industriju nije profitabilno razvijati i prodavati lijekove namijenjene za liječenje malog broja ljudi koji su oboljeli od rijetkih bolesti.
Lijekovi koji se razvijaju za ovo neprofitabilno tržište nisu financijski isplativi za farmaceutske tvrtke jer se trošak stavljanja takvog lijeka na tržište ne može nadoknaditi kroz njegovu prodaju. Zbog toga, vlade i neprofitne organizacije za prava pacijenata oboljelih od rijetkih bolesti naglašavaju potrebu za ekonomske inicijative koje će ohrabriti farmaceutske tvrtke za razvoj i prodaju lijekova “siročadi”.

## Život oboljelih osoba i članova njihovih obitelji
Sa socijalne strane, javnost, a čak i stručni krugovi, imaju vrlo malo saznanja o rijetkim bolestima, zbog čega je psihosocijalna skrb slabo organizirana. S obzirom da postoji širok spektar simptoma, a mnogi od njih su vrlo teški, oboljeli rijetko kad mogu sudjelovati u društvenom životu svoje zajednice koja nije prilagođena njihovim potrebama. Samim time, oboljeli se susreću s mnogim socijalnim i psihološkim problemima koji dodatno smanjuju kvalitetu života oboljelih i članova njihovih obitelji.
Unatoč raznovrsnosti koju pripisujemo rijetkim bolestima, oboljeli od rijetkih bolesti i članovi njihovih obitelji suočeni su s jednakim poteškoćama koje proizlaze upravo iz rijetkosti njihove bolesti. To su:
- Nemogućnost postavljanja ispravne dijagnoze – period između pojave prvih simptoma i postavljanja ispravne dijagnoze uključuje neprihvatljive i vrlo rizične odgode i postavljanje pogrešnih dijagnoza koje vode pogrešnom tretmanu.
- Nedostatak informacija – o samoj bolesti i o mogućnostima dobivanja ispravne pomoći, uključujući pristup kompetentnim stručnjacima.
- Nedostatak znanstvenog znanja – dovodi do poteškoća u razvoju terapeutskih pomagala, definiranju terapeutske strategije i do nedostatka odgovarajućih lijekova.
- Socijalne posljedice – život s rijetkim bolestima nosi poteškoće u svim područjima života oboljele osobe, bilo u školi, na poslu ili u slobodno vrijeme, a oboljele osobe su često izložene stigmatizaciji, izolaciji i isključivanju iz socijalne zajednice.
- Nedostatak odgovarajuće i kvalitetne zdravstvene skrbi – zdravstvena njega osoba oboljelih od rijetkih bolesti iziskuje rad multidisciplinarnog tima uključujući primjenu fizioterapije, nutricionizma i psihoterapije. Pacijenti mogu živjeti mnogo godina u nesigurnim i opasnim uvjetima bez potrebne medicinske njege (npr. rehabilitacija) i isključeni iz sustava zdravstvene skrbi, čak i nakon što je dijagnoza postavljena.
- Visoke cijene nekolicine poznatih lijekova i terapije – dodatni troškovi života s rijetkom bolešću, što se tiče korištenja ljudskih usluga i tehnoloških pomagala i nedostatka socijalne skrbi ili nadoknade troškova, uzrokuju patnju cjelokupne obitelji te dramatično povećavaju nemogućnost pristupa oboljelih potrebnoj zdravstvenoj skrbi.
- Propusti u dostupnosti terapije i skrbi – inovativna terapija je često neravnomjerno dostupna u europskim zemljama, zbog odgađanja u određivanju cijena i odluka o nadoknadi troškova te neiskustva liječnika koji provode liječenje, dok u većini slučajeva ne postoji konsenzus oko terapijskih preporuka.

Prva poteškoća s kojom se oboljeli i članovi njihove obitelji susreću je postavljanje ispravne dijagnoze. Ova borba se ponavlja pri svakom novom koraku razvoja bolesti. Nedostatak znanja o patologiji rijetkih bolesti često dovodi živote oboljelih u rizik i uzrokuje veliku štetu – besmislena odgađanja, česte medicinske konzultacije i prepisivanje neadekvatnih ili čak štetnih lijekova i terapija. Baš zbog toga što se malo zna o većini rijetkih bolesti, ispravna dijagnoza se donosi prekasno, kad je pacijent mjesecima ili godinama već primao neku vrstu terapije koja se primjenjuje kod neke druge poznatije bolesti. Često su samo neki od prisutnih simptoma prepoznati i liječeni.

### Posljedica postavljanja krive dijagnoze
- rađanje druge djece s istom bolesti
- neprimjereno ponašanje i nedovoljna potpora članova obitelji
- dobivanje neadekvatne, nekada i štetne terapije što može dovesti do smrti pacijenta
- zdravstveno pogoršanje stanja pacijenta što se tiče intelektualnog, psihološkog i fizičkog stanja, što na kraju može dovesti i do smrti pacijenta
- gubitak povjerenja u zdravstveni sustav

Zbog toga što nije postavljena ispravna dijagnoza hitna pomoć ne može pružiti adekvatnu skrb pacijentu, tako da se, na primjer glavobolja tretira kao migrena, a zapravo ju uzrokuje tumor na mozgu. Bez postavljanja dijagnoze u djetinjstvu, članovi obitelji počinju osjećati krivnju zbog toga što se dijete ponaša “čudno” te se mentalno i psihomotorno ne razvija na uobičajen način.
Cijela obitelj osobe koja je oboljela od rijetke bolesti, bilo djeteta ili odraslog, pod utjecajem je bolesti voljene osobe i postaje marginalizirana te psihološki, socijalno, kulturalno i ekonomski ranjiva. Nerazumijevanje, depresija, izolacija i anksioznost su nezaobilazan dio života osoba oboljelih od rijetkih bolesti i članova njihovih obitelji. Jedan od primjera takvih situacija je to što se svako pojavljivanje abnormalnih navika u prehrani, koje se javljaju kod mnogih rijetkih bolesti (a dovode do mršavosti/debljine oboljelih) najčešće predbacuje majci, što kod nje uzrokuje krivnju i nesigurnost. U mnogo slučajeva rođenje djeteta s rijetkom bolešću dovodi do razvoda roditelja.
Pomoć osobama oboljelima od rijetkih bolesti i članovima njihovih obitelji uključuje pružanje psihološke podrške. Svaki roditelj ima velike strahove i nade za svoje dijete, no kada se postavi dijagnoza rijetke bolesti, ti strahovi i nade poprimaju ogromne razmjere. Budućnost postaje ispunjena nepoznanicom, što će uvelike ovisiti o razini znanja koje u društvu postoji o specifičnoj bolesti. Poznavanje bolesti dovest će do ranog dijagnosticiranja i pružanja kvalitetne i ispravne zdravstvene skrbi. Percepcija kvalitete vlastitog života oboljele osobe neće ovisiti o težini njene bolesti, nego o kvaliteti pruženih usluga i zdravstvenoj skrbi koju prima.
Oboljeli od rijetkih bolesti su ugrožena manjina u odnosu na zdravstveni sustav u Republici Hrvatskoj – često bez prave dijagnoze, terapije i znanstvenih istraživanja i bez razloga za nadu. Radi takve situacije vrlo je bitno donijeti specifičnu javnu politiku na nacionalnoj razini u odnosu na rijetke bolesti. Također, potrebno je poticati znanstvena istraživanja da bi se povećalo postojeće znanje, koje je trenutačno daleko od toga da bi moglo zadovoljiti potrebe osoba s rijetkim bolestima.

## Istraživanje i državne politike

### Europska unija
EU daje sredstva udrugama pacijenata koje povezuju pacijente, njihove obitelji, zakonodavce i medicinsko osoblje. Europskim zakonima istraživači i poduzeća potiču se na razvoj medicinskih proizvoda za terapiju rijetkih bolesti, takozvanih „lijekova siročadi”. Za razmjenu informacija i pružanje potpore u vezi sa složenim ili rijetkim bolestima za koje je potrebno posebno specijalističko liječenje te objedinjavanje znanja i resursa Direktivom EU-a iz 2011. o pravima pacijenata u prekograničnoj zdravstvenoj skrbi uspostavljaju se europske referentne mreže.
EU je donijela 2009. preporuku o dijagnosticiranju, liječenju i brizi za bolesnike oboljele od rijetkih bolesti. Početkom 2011. pokrenut je međunarodni konzorcij za istraživanje rijetkih bolesti (IRDiRC). Cilj je omogućiti 200 novih terapija do 2020. godine. Podupire izradu registara i baza podataka pacijenata te razvija europsku platformu za registraciju rijetkih bolesti.
EU podupire i inicijative za dijagnosticiranje i registraciju rijetkih bolesti, na primjer Orphanet, koji prikuplja stručne preporuke u vezi s COVID-om 19 i rijetkim bolestima, i Europsku platformu za registre rijetkih bolesti. Osim toga, u sklopu programa za istraživanje Obzor 2020. EU financira znanstvene projekte o rijetkim bolestima.
Služba Europskog parlamenta za istraživanja (EPRS) je izdala publikaciju o europskoj referentnoj mreži za rijetke bolesti.
Opis Europske politike u području rijetkih bolesti možete pronaći na internetskim stranicama Europske komisije.
Opis nacionalnih inicijativa u Europi i inicijative Europske komisije i Europske unije te susjednih zemalja možete pronaći na internetskim stranicama Europskog odbora stručnjaka za rijetke bolesti (European Committee of Experts on Rare Diseases, EUCERD).

### Republika Hrvatska
Hrvatski zavod za zdravstveno osiguranje (HZZO) ima poseban fond za skupe lijekove koji se financiraju dodatnim sredstvima i ne terete sredstva bolničkih proračuna. Inače, na osnovnoj listi lijekova HZZO-a nalaze se mnogobrojni lijekovi za liječenje rijetkih bolesti i ti su lijekovi u potpunosti dostupni osiguranim osobama.
U Hrvatskoj je 2008. godine pri Hrvatskom liječničkom zboru osnovano Hrvatsko društvo za rijetke bolesti s ciljem promicanja znanja o rijetkim bolestima te unaprjeđenja medicinske prakse, dijagnostike i liječenja ovih bolesti. Na poticaj društva, a u skladu s preporukama EU, Ministarstvo zdravlja je pristupilo sustavnom rješavanju problema oboljelih od rijetkih bolesti, a temeljem Odluke ministra zdravlja iz svibnja 2010. godine, osnovano je Povjerenstvo Ministarstva zdravlja za izradu i praćenje provedbe Nacionalnog programa za rijetke bolesti 2015.-2020. Program obuhvaća devet strateških područja aktivnosti i to edukaciju i informiranost stručnjaka, oboljelih i šire populacije, prevenciju i rano otkrivanje rijetkih bolesti, integriranu zdravstvenu i socijalnu zaštitu te promoviranje istraživanja u području rijetkih bolesti.

#### Popis referentnih centara za rijetke bolesti u RH
1. Referentni centar za medicinsku genetiku i metaboličke bolesti djece, Klinika za pedijatriju, KBC Zagreb, Kišpatićeva 12;
2. Referentni centar za neuromuskularne bolesti i kliničku elektromioneurografiju, Centar za neuromuskularne bolesti Klinke za neurologiju, KBC Zagreb, Kišpatićeva 12;
3. Referentni centar za pedijatrijske neuromuskularne bolesti, Klinika za pedijatriju, KBC Zagreb, Kišpatićeva 12;
4. Referentni centar za nasljedne i stečene bulozne dermatoze, Klinika za kožne i spolne bolesti, KBC Zageb, Šalata 4;
5. Referentni centar za rijetke i metaboličke bolesti, Zavod za bolesti metabolizma Klinike za unutarnje bolesti, KBC Zagerb, Kišpatićeva 12;
6. Referentni centar za poremećaje pokreta i heredodegenerativne bolesti, Zavod za poremećaje pokreta Klinike za neurologiju, KBC Zagreb, Kišpatićeva 12, Zagreb;
7. Referentni centar za genetičke bolesti oka, Klinika za očne bolesti, KBC Sestre milosrdnice, Vinogradska 29, Zagreb;
8. Referentni centar za solidne tumore dječje dobi, Klinika za tumore, KBC Sestre milosrdnice, Vinogradska 29, Zagreb;
9. Referentni centar za praćenje kongenitalih anomalija, Odjeli kliničke genetike, neuropedijatrije i neonatalne kirurgije, Klinika za dječje bolesti Zagreb, Klaićeva 16, Zagreb

Od 2002. godine oboljele od rijetkih bolesti kao i pripadajuće udruge okuplja Hrvatski savez za rijetke bolesti. Jedna od aktivnosti Saveza je upravo pomaganje oboljelima i njihovim obiteljima u Republici Hrvatskoj da se konkretni lijekovi za pojedine rijetke bolesti uvrste na listu posebno skupih lijekova pri Hrvatskom zavodu za zdravstveno osiguranje. Savez je tokom 2020. godine kreirao registar oboljelih od rijetkih bolesti.
Pri Hrvatskom zboru fizioterapeuta postoji Hrvatsko društvo za rijetke bolesti koje okuplja i educira fizioterapeute za pravilan tretman rijetkih bolesti.

## Osvještavanje javnosti
Za dan rijetkih bolesti je izabran zadnji dan u veljači. Obilježava se u Europskoj uniji, Kanadi, Indiji i SAD-u.
U Hrvatskoj se obilježava pod pokroviteljstvom Hrvatskog saveza za rijetke bolesti.

## Vanjske poveznice
- Hrvatski savez za rijetke bolesti
- EURORDIS
- Orphanet  Arhivirana inačica izvorne stranice od 20. ožujka 2022. (Wayback Machine) (portal za rijetke bolesti i lijekove siročadi)
- EUCERD (europski odbor stručnjaka za rijetke bolesti)
- IRDiRC
- Europska komisija za zdravlje
- Preporuka EU (2009/C 151/02) – djelovanje u području rijetkih bolesti
- Obzor Europa
- Nacionalni program za rijetke bolesti Ministarstvo zdravstva
- Hrvatsko društvo za rijetke bolesti pri HZF
- Hrvatsko društvo za rijetke bolesti pri HLZ  Arhivirana inačica izvorne stranice od 5. ožujka 2021. (Wayback Machine)